# Rouville (district électoral du Canada-Uni)
Pour les articles homonymes, voir Rouville.
Circonscription électorale provinciale du Canada
Rouville est un district électoral de l'Assemblée législative de la province du Canada.

## Liste des députés
| Années | Années      | Député                                     | Affiliation       |
| ------ | ----------- | ------------------------------------------ | ----------------- |
|        | 1841 - 1842 | Melchior-Alphonse d'Irumberry de Salaberry | Tory unioniste    |
|        | 1842 - 1843 | William Walker                             | Tory              |
|        | 1843 - 1844 | Timothée Franchère                         | Canadien-français |
|        | 1844 - 1848 | Timothée Franchère                         | Canadien-français |
|        | 1848 - 1851 | Pierre Davignon                            | Canadien-français |
|        | 1851 - 1854 | Joseph-Napoléon Poulin                     | Réformiste        |
|        | 1854 - 1856 | Joseph-Napoléon Poulin                     | Réformiste        |
|        | 1856 - 1858 | William Henry Chaffers                     | Rouge             |
|        | 1858 - 1861 | Thomas Edmund Campbell                     | Conservateur      |
|        | 1861 - 1863 | Lewis Thomas Drummond                      | Rouge             |
|        | 1863 - 1867 | Joseph-Napoléon Poulin                     | Bleu              |